# Alfred James Ewart
Pour les articles homonymes, voir Ewart.
Alfred James Ewart est un botaniste britannique, né le 12 février 1872 à Liverpool et mort le 12 septembre 1937 à Melbourne.

## Biographie
Il est le fils d’Emund Brown Ewart et de Martha née Williams. Il fait ses études à Liverpool et obtient son Bachelor of Sciences à Londres en 1893 puis son doctorat à l’université de Leipzig en 1896.
Il rejoint l’université de Birmingham en 1897 où il enseigne la botanique et la physiologie végétale. Ewart se marie en 1898 avec Florence Maud Donaldson. De 1905 à 1921, il est botaniste auprès du gouvernement de Melbourne. Il se remarie en 1931 avec Elizabeth Bilton.
Il est notamment l’auteur de :
- The Physics and Physiology of Protoplasmic Streaming in Plants (1903).
- A Handbook of Forest Trees for Victorian Foresters (1925).
- Il traduit l’ouvrage de Wilhelm Friedrich Philipp Pfeffer (1845-1920) sur la physiologie végétale.